# Kjell Cronqvist
Kjell Oscar Cronqvist, född 20 december 1920 i Malmö, död 9 februari 2008 i Skarpnäcks församling, var en svensk fotbolls- och bandymålvakt och senare fotbollstränare.
Cronqvist representerade i fotboll IK Brage mellan 1939 och 1944, och därefter Djurgårdens IF mellan 1944 och 1953. Han gjorde sammanlagt 39 allsvenska matcher för Brage och 37 för Djurgården. Efter den aktiva karriären var han från 1954 biträdande tränare till Frank Soo i Djurgården, och säsongen 1956/1957 lagets huvudtränare.
Kjell Cronqvist är gravsatt på Norra begravningsplatsen utanför Stockholm.